# Panama (Iowa)
Panama es una ciudad ubicada en el condado de Shelby en el estado estadounidense de Iowa. En el Censo de 2010 tenía una población de 221 habitantes y una densidad poblacional de 298,35 personas por km².

## Geografía
Panama se encuentra ubicada en las coordenadas 41°43′35″N 95°28′32″O / 41.72639, -95.47556. Según la Oficina del Censo de los Estados Unidos, Panama tiene una superficie total de 0.74 km², de la cual 0.74 km² corresponden a tierra firme y (0%) 0 km² es agua.

## Demografía
Según el censo de 2010, había 221 personas residiendo en Panamá. La densidad de población era de 298,35 hab./km². De los 221 habitantes, Panama estaba compuesto por el 96.38% blancos, el 0% eran afroamericanos, el 0% eran amerindios, el 0% eran asiáticos, el 0% eran isleños del Pacífico, el 1.81% eran de otras razas y el 1.81% pertenecían a dos o más razas. Del total de la población el 1.81% eran hispanos o latinos de cualquier raza.